# 約翰新平鮋
約翰新平鮋，為輻鰭魚綱鮋形目鮋亞目新平鮋科的其中一種，為亞熱帶海水魚，分布於澳洲昆士蘭西北部海域，為特有種，棲息深度138-270公尺，體長可達17公分，棲息在大陸棚及大陸坡，生活習性不明。

## 扩展阅读
維基物種上的相關：約翰新平鮋